# Neighbours (sang)
 For alternative betydninger, se Neighbours. (Se også artikler, som begynder med Neighbours)
"Neighbours" er en sang fra The Rolling Stones album Tattoo You fra 1981.
Den blev skrevet af Mick Jagger og Keith Richards, og "Neighbours" er bemærkelsesværdig da den er en ud af to nye sange fra Tattoo You, som ikke er en overskudssang fra tidligere indspilninger. Jagger blev inspireret af Richards problemer med sine naboer, efter guitaristen var blevet smidt ud af sin New York City lejlighed efter klager om, at han havde spillet for høj musik . Om det sagde Richards på tidspunktet for udgivelsen:” Patti Hansen og jeg (er blevet smidt ud af lejligheder i New York). Mick skrev teksten til det – og han har aldrig problemer med naboer… Jeg har en even til at finde en hel bygning af meget rolige mennesker, men der er altid nogle der skal være på tværs… ”Neighbours” er den første sang, mener jeg, som Mick nogensinde rigtig har skrevet til mig. Det er en som jeg ville have ønske, at jeg havde skrevet ”. 
| Citat | Neighbors, do yourself a favor, Don't you mess with my baby when I'm working all night, You know that neighbors steal off of my table, Steal off of my table, ain't doing all right | Citat |
|       | |       |

Indspilningerne foregik mellem oktober og november 1980, og gennem april og juni, 1981, i Pathé Marconi Studios, Paris, og Atlantic Studios New York. 
Jagger sang, mens Ricahrds og Ronnie Wood spillede de elektriske guitarer, hvor Wood spillede soloen. Charlie Watts og Bill Wyman spillede henholdsvis trommer og bas, og Sonny Rollins bidrog med at spille saxofon, en ud af tre på albummet. Ian Stewart spillede nummerets klaver.
Sangen findes også på livealbummet Live Licks fra 2004.

## Eksterne kilder og henvisninger
- Officiel tekst (Webside ikke længere tilgængelig)
- Hør The Rolling Stones ”Neighbours”

### Fodnote
1. ↑  Neighbors by The Rolling Stones Songfacts
2. ↑  "Neighbors". Arkiveret fra originalen 23. september 2007. Hentet 9. marts 2008.
3. ↑  Neighbors